# Presence (film)
Presence is een Amerikaanse psychologische thriller uit 2024, geregisseerd door Steven Soderbergh en geschreven door David Koepp.

## Verhaal
Een gezin verhuist naar een nieuw huis in een buitenwijk. Tussen de vier muren blijkt een mysterieuze en bovennatuurlijke entiteit te huizen. Chloe is de enige die de entiteit waarneemt maar wanneer er bovennatuurlijke dingen gebeuren, raakt iedereen ervan overtuigd dat ze niet alleen zijn in het huis.

## Rolverdeling
| Acteur          | Personage     |
| --------------- | ------------- |
| Lucy Liu        | Rebecca Payne |
| Chris Sullivan  | Chris Payne   |
| Julia Fox       |               |
| Callina Liang   | Chloe Payne   |
| Eddy Maday      | Tyler Payne   |
| West Mulholland |               |

## Productie
De film, geschreven door David Koepp en geregisseerd door Steven Soderbergh, werd pas in december 2023 publiekelijk aangekondigd toen werd onthuld dat hij deel zou uitmaken van het Sundance Film Festival van 2024.
De film werd in de zomer van 2023 in het geheim opgenomen onder een interne SAG-AFTRA-overeenkomst tijdens de Hollywoodstaking acteursvakbond SAG-AFTRA in 2023, wat betekent dat de film in ongeveer zes maanden is opgenomen en gemonteerd.

## Release en ontvangst
Presence ging op 19 januari 2024 in première op het Sundance Film Festival in de Premieres-sectie. De film kreeg overwegend positieve kritieken van de filmcritici, met een score van 89% op Rotten Tomatoes, gebaseerd op 55 beoordelingen.